# چاپلین (فیلم)
چاپلین (به انگلیسی: Chaplin) فیلمی ۱۴۴ دقیقه‌ای به کارگردانی ریچارد اتنبرا با بازی رابرت داونی جونیور محصول کشور ایالات متحده آمریکا است. این فیلم در مورد زندگی کمدین بریتانیایی چارلی چاپلین بوده ولی در خصوص بعضی از افراد مهم زندگی چاپلین کوتاهی کرده‌است. ازجمله افراد مهم زندگی حرفه‌ای و شخصی چاپلین، ادنا پرواینس بود که در این فیلم نسبت به او کوتاهی شد.